# Grimmestorps naturreservat
Grimmestorp är ett naturreservat i Tidaholms kommun i Västra Götalands län.
Området är skyddat sedan 2008 och omfattar 107 hektar. Det är beläget 15 km söder om Tidaholm och består till stor del av ett kuperat landskap med barrskog.  

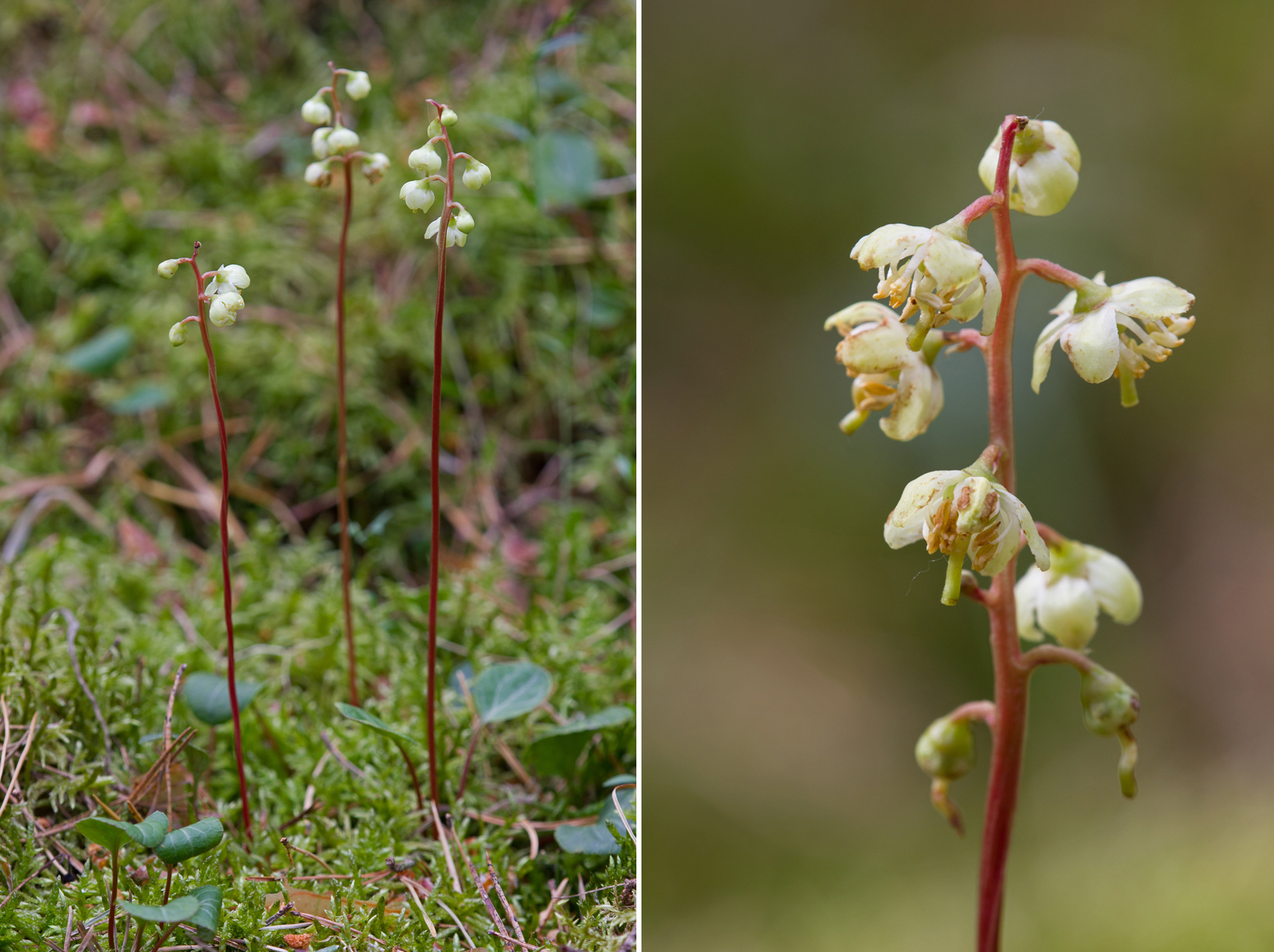
Grönpyrola

Genom området flyter den slingrande Grimmestorpsån och utmed den växer olika lövträd och gråal. Ån har bildat branta raviner och dalgångar där det växer strutbräken, stinksyra, lundbräken, missne och lundelm. På några platser finns källflöden som bildar kärr och sumpskogar. Där trivs dunmossa och hasselmossa. I den östra delen av reservatet finns våtmarker med bäckar,  myrar och myrholmar. I torrare områden växer tall- och granskog. Där växer även rosettmossa.
Området har betats fram 1950-talet. I ett sådant område trivs växter som slåttergubbe, vårbrodd, gråfibbla, knägräs och stagg. Inom reservatet i övrigt växer ryl, kransrams, knärot, grönpyrola och linnea. På äldre  lövträd kan man finna lunglav. 
Det finns gott om död ved vilket gynnar insekter, svampar och fåglar. Inom området kan man få se och höra bland andra spillkråka, gärdsmyg, järpe, sparvuggla, stjärtmes, gröngöling och grönsångare.
Markerna har tidigare använts av Grimmestorps gård som är beläget vid reservatets södra gräns.
Området ingår i EU:s ekologiska nätverk av skyddade områden, Natura 2000. 